# إفطار إسرائيلي

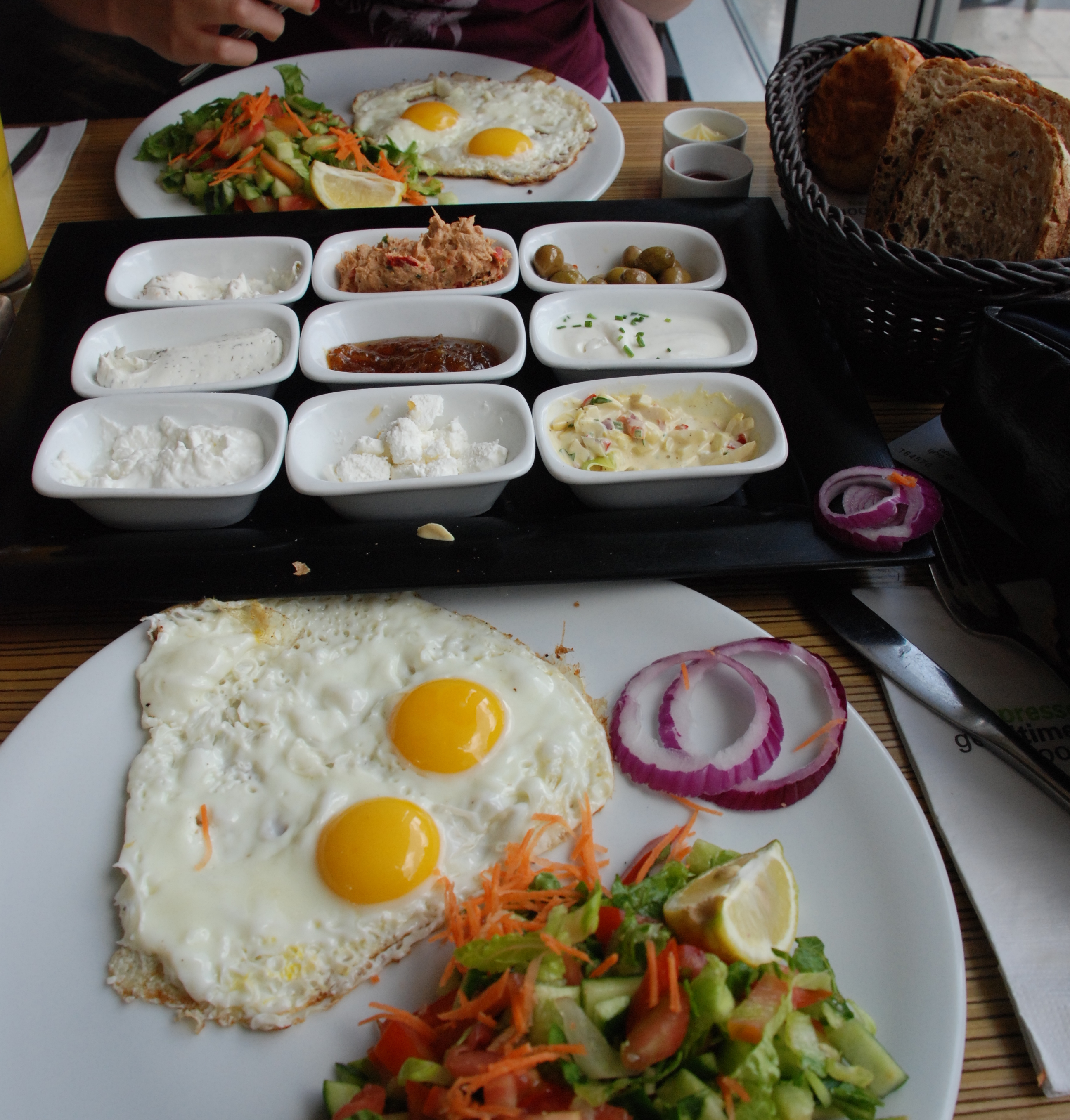
فطُور إسرائيلي يضم البيض والسلطة العربية والخبز وأطباق أخرى

الإفطار الإسرائيلي هو نمط الإفطار المميز الذي نشأ في مستوطنات الزراعة والسكن الجماعية في إسرائيل المسماة كيبوتس، ويقدم الآن في معظم الفنادق في إسرائيل والعديد من المطاعم. عُرف بوصف «مساهمة دولة اليهود للمطبخ العالمي».

## التاريخ
كان سكان كيبوتس في بدايات قيام دولة إسرائيل يتناولون وجباتهم الغذائية في قاعة طعام مشتركة. حيث جرت العادة أن يبدأ السكان بأكل وجبة خفيفة في الصباح الباكر ثم العمل في الحقول لعدة ساعات. ثم عند الضحى، منتصف الصباح، يعودون إلى قاعة الطعام لوجبة دسمة مماثلة للغداء. قامت الفنادق الإسرائلية في الخمسينيات بترويج «الإفطار الإسرائلي» بأسلوب يشابه نمط وجبات مستوطنات كيبوتس. ثم في عام 1979 قرر أعضاء رابطة فنادق القدس ورابطة أصاحاب الفنادق الإسرائيلية إزاحة الإفطار الإسرائيلي الكامل من باقة سعر الغرفة الأساسية واستبداله بنمط إفطار كونتيننتال متواضع جداً من أجل خفض التكاليف. لكن هذا الأمر لم ينجح وظلت عادة الإفطار الإسرائليلي الدسمة مستمرة.

## المميزات والأطباق التقليدية
الإفطار الإسرائيلي يقدم بشكل عام بنظام أسلوب المقصف ذو الخدمة الذاتية في الفنادق الإسرائيلة. بينما في المطاعم المتواضعة الصغيرة فربما يتم تقديمه بجلوس الزبون على طاولة والاختيار من قائمة مبسطة.
لا يشمل الإفطار الإسرائيلي اللحوم مثل لحم الخنزير ولحم الخنزير المقدد الشائعة على قوائم إفطار العديد من البلدان الأخرى. لأنه وفقا للشريعة اليهودية (كشروت) فإن اللحوم و منتجات الألبان لا يجب أن يتم تقديمها مع بعضها البعض وتعتبر لحوم الخنزير محرمة أيضاً. لذا فالإفطار الإسرائيلي يعتبر وجبة مشتقات ألبان حيث يتم تقديم مجموعة متنوعة من الجبن. وتعتبر الأسماك من المأكولات المسموحة (تصنف على أنها بارف) مع الألبان حيث يعتبر سمك الرنكات (herring) الأكثر رواجاً. أطباق الأسماك المدخنة أو المخللة ذات شعبية أيضاً، ويشمل ذلك السردين وسمك السلمون.
أما أطباق البيض فهي من الأطباق المشتركة عالمياً، ويمكن طلبها مطبوخة أو غير مطبوخة. أما الخيار الأكثر شيوعاً فهو طبق البيض العربي الشكشوكة وهي بيض مطبوخ مع صلصة الطماطم.
هناك أطباق عربية وشرق أوسطية أخرى قد تشمل السلطة العربية والحمص والطحينة  والحلوم والفول المدمس وبابا غنوج واللبنة. والخضروات الطازجة أيضاً خيار شائع، مثل الطماطم والخيار والفلفل الأخضر والفجل والبصل و الجزر المبشور والزيتون. ويتم أيضاً توفير مجموعة متنوعة من السلطات. وتكتمل قائمة الإفطار مع القهوة والشاي والعصائرالطازجة من الفواكه والخبز والمعجنات.

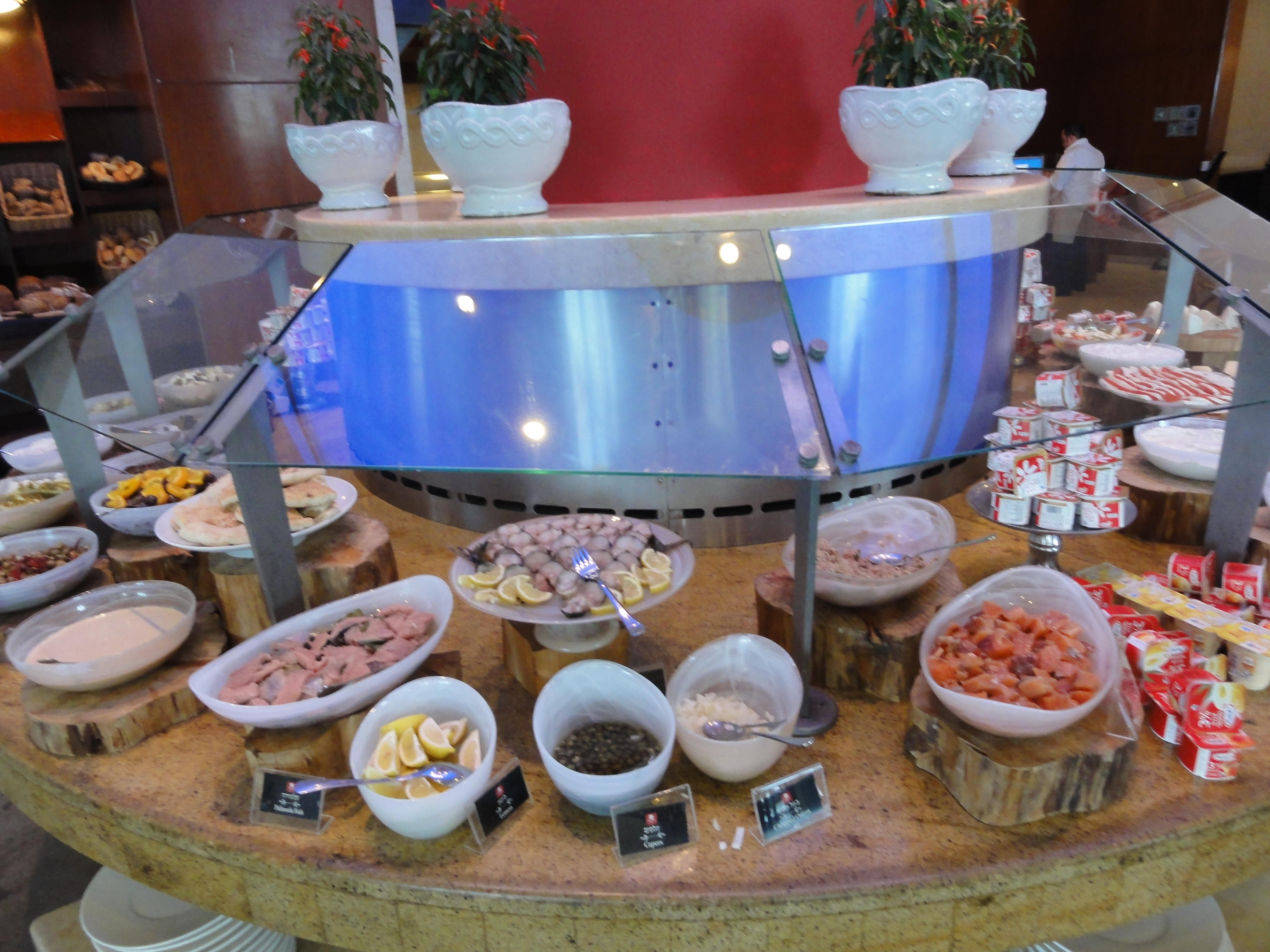
إفطار في فندق في حيفا
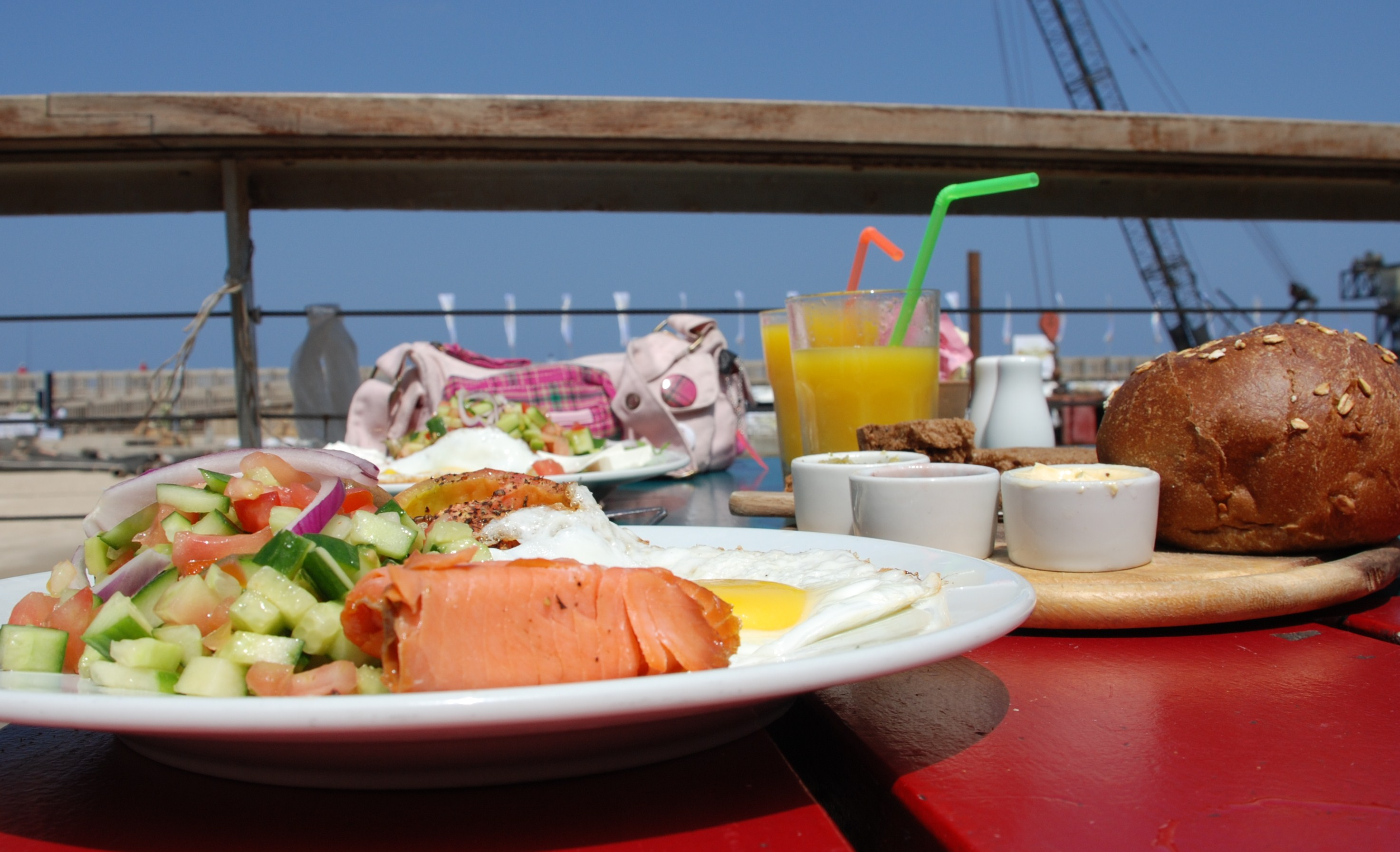
وجبة إفطار إسرائيلي
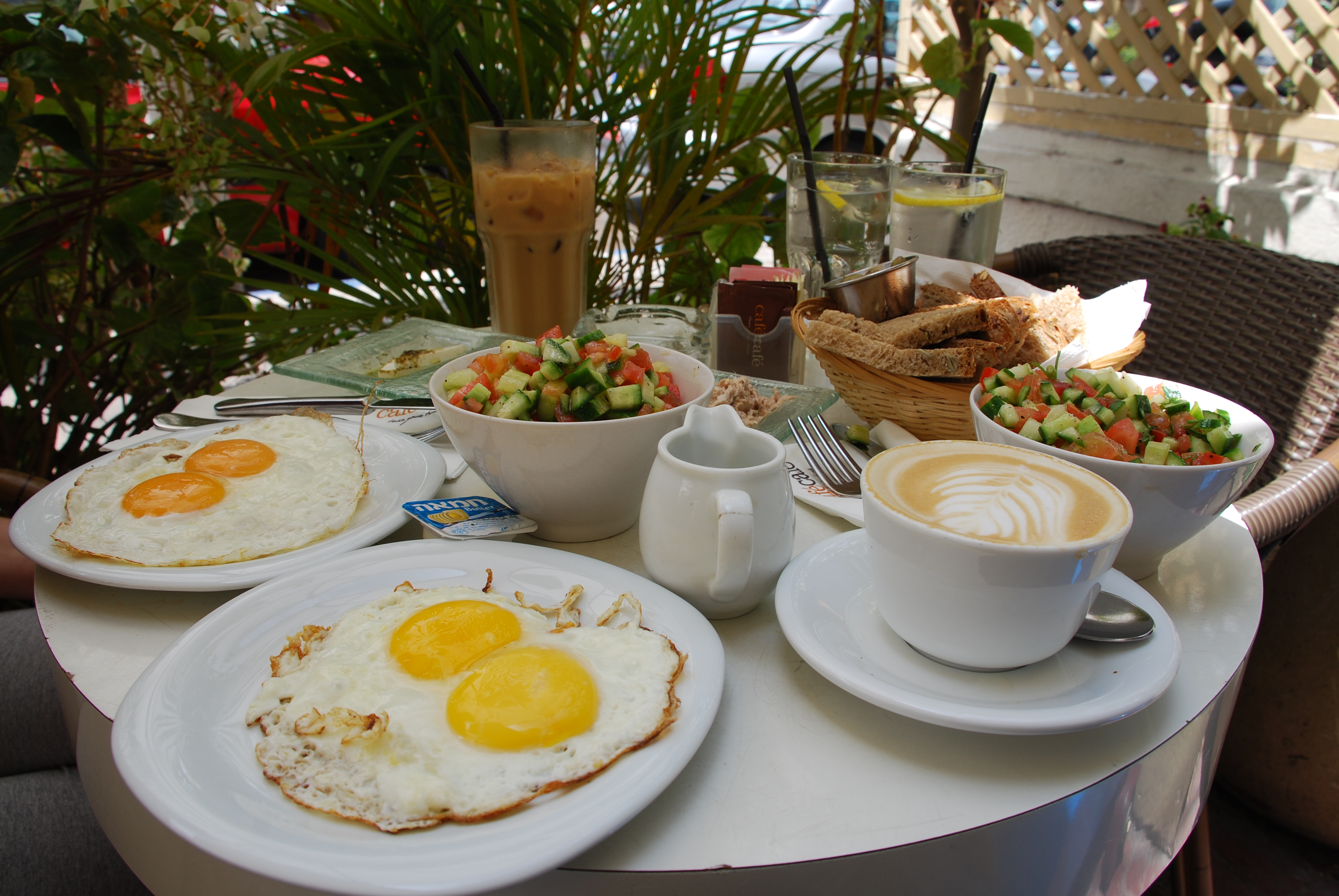
إفطار إسرائيلي مع البيض والسلطة والخبز وأطباق أخرى